# 12052 Aretaon
12052 Aretaon (1997 JB16) là một thiên thể Troia của Sao Mộc, trong nhóm Troia, được phát hiện vào ngày 3 tháng 5 năm 1997 bởi E. W. Elst tại trạm thiên văn miền năm Châu Âu.

## Link ngoài
- JPL Small-Body Database Browser ngày 12052 Aretaon